# 뉴야강

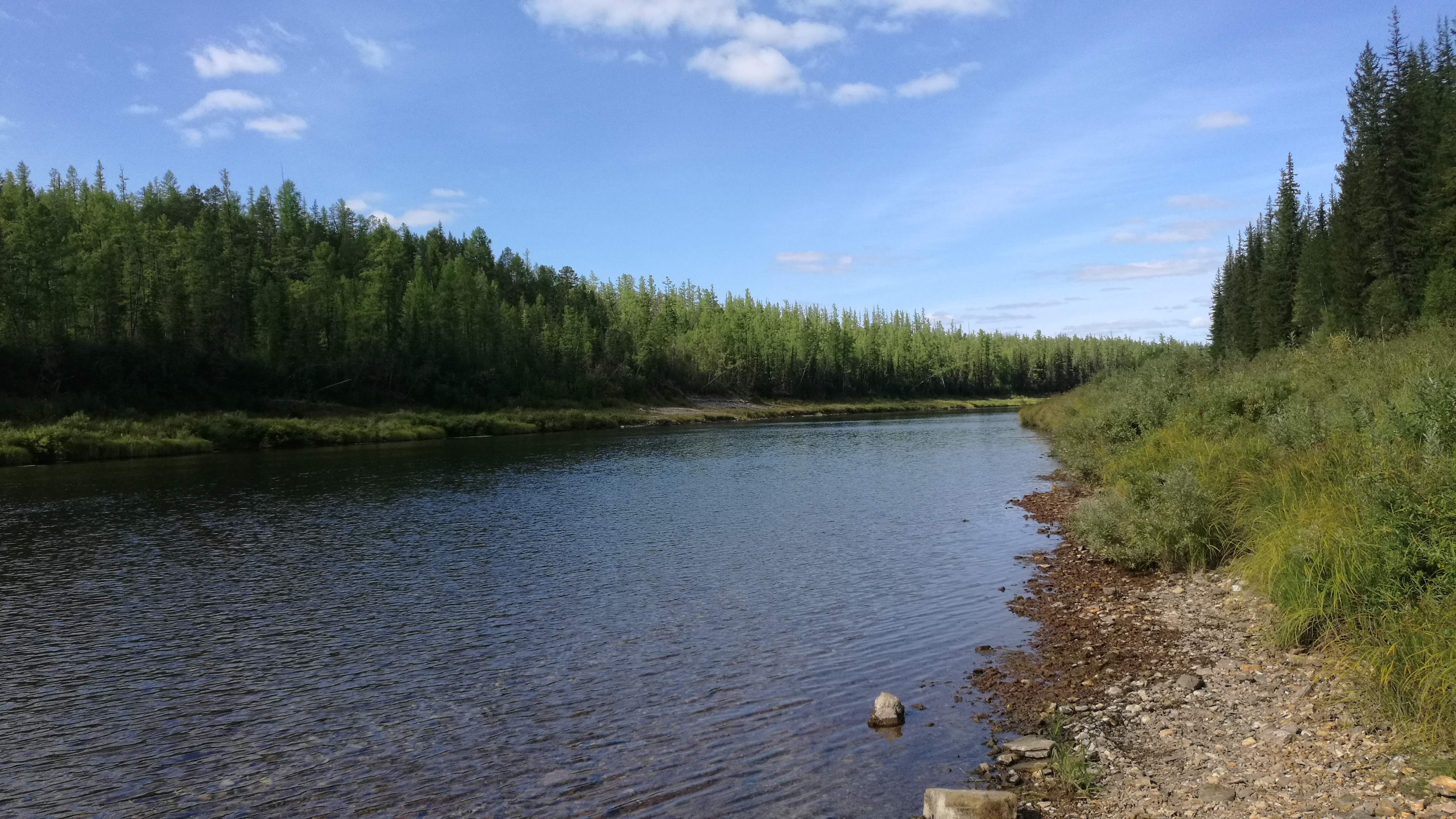

뉴야강(러시아어: Нюя, 야쿠트어 Ньүүйэ)는 사하 공화국에 위치한 강이다. 레나강의 지류이다. 길이는 798 km이고 총 면적은 38,100 km2이다. 뉴야 강은 10월 중순에 얼어붙다가 5월에 풀린다. 주요 지류는 팀피찬강, 하마키강, 울라한무르바이강, 오치추구이무르바이강, 베틴체강이다.